# Northwood (Nou Hampshire)
Northwood és una població dels Estats Units a l'estat de Nou Hampshire. Segons el cens del 2007 tenia 4.079 habitants.

## Demografia
Segons el cens del 2000, Northwood tenia 3.640 habitants, 1.347 habitatges, i 1.000 famílies. La densitat de població era de 50,2 habitants per km².
Dels 1.347 habitatges en un 36,7% hi vivien nens de menys de 18 anys, en un 62% hi vivien parelles casades, en un 7,7% dones solteres, i en un 25,7% no eren unitats familiars. En el 18% dels habitatges hi vivien persones soles el 5,1% de les quals corresponia a persones de 65 anys o més que vivien soles. El nombre mitjà de persones vivint en cada habitatge era de 2,7 i el nombre mitjà de persones que vivien en cada família era de 3,07.
Per edats la població es repartia de la següent manera: un 27,1% tenia menys de 18 anys, un 6,6% entre 18 i 24, un 32,1% entre 25 i 44, un 25,2% de 45 a 60 i un 9% 65 anys o més.
L'edat mediana era de 37 anys. Per cada 100 dones de 18 o més anys hi havia 99,3 homes.
La renda mediana per habitatge era de 50.675$ i la renda mediana per família de 53.953$. Els homes tenien una renda mediana de 36.161$ mentre que les dones 27.721$. La renda per capita de la població era de 21.491$. Entorn de l'1,5% de les famílies i el 4,2% de la població estaven per davall del llindar de pobresa.